# مازافا
مازافا هي قرية في مقاطعة مشكين شهر، إيران. يقدر عدد سكانها بـ 519 نسمة بحسب إحصاء 2016.